# Tigger & Ber
Tigger & Ber är ett musikalbum av Coca Carola släppt 1992 på Beat Butcher Records.

## Låtar på albumet
| Nr  | Titel           | Längd | Notering               |
| --- | --------------- | ----- | ---------------------- |
| 1.  | Tigger & ber    | 2.55  |                        |
| 2.  | Hjälp           | 2.17  |                        |
| 3.  | Hårding         | 3.11  |                        |
| 4.  | Jag vill va fri | 2.45  |                        |
| 5.  | Männen          | 3.03  |                        |
| 6.  | Älska mej       | 2.14  |                        |
| 7.  | Gråa herrar     | 3.30  |                        |
| 8.  | Ren & naken     | 2.27  |                        |
| 9.  | Döda dej        | 2.40  |                        |
| 10. | Ännu en gång    | 2.04  |                        |
| 11. | Fulingen        | 2.50  |                        |
| 12. | Lurar dej       | 2.26  |                        |
| 13. | Bli polis       | 5.00  | Cover på Travolta Kids |
| 14. | Ingenstanz      | x.xx  | Bonusspår              |

Observera att spår 13 innehåller tystnad innan bonusspåret.